# François de Saint-Allouarn
François de Saint-Allouarn (François-Marie-Guénolé-Pantaléon d'Alleno de Saint-Allouarn ou de Saint-Aloüarn), né le 24 janvier 1705 à Guengat et mort le 21 novembre 1759 au large de Quiberon, est un officier de marine et gentilhomme du XVIIIe siècle. Il sert pendant la guerre de Sept Ans. Capitaine du Juste, il est tué durant la bataille des Cardinaux. 

## Biographie

### Origines et famille
François de Saint-Allouarn est le neveu du maréchal de Coëtlogon. Son frère, Rosmadec de Saint-Allouarn, capitaine en second du Juste, meurt également durant la bataille des Cardinaux, le 20 novembre 1759.
Son fils, Louis Aleno de Saint-Aloüarn, fait partie de l'expédition de Kerguelen aux terres australes.

### Carrière
François de Saint-Allouarn s'engage comme garde-marine le 13 mars 1720. Il devient lieutenant le 1er mai 1741, puis capitaine le 1er avril 1748.

Plan simplifié de la bataille des cardinaux, avec la position du Juste au moment de son naufrage.

Le 14 novembre 1759, le Juste, sous les ordres de François de Saint-Alouarn, fait partie de l’escadre de 21 navires et de 5 frégates, commandée par l’amiral de Conflans, partie pour Cornwall dans une tentative d’invasion de l’Angleterre. La flotte française est interceptée par l’escadre de l’amiral Hawke le 20 novembre. Le Juste fait alors partie, avec deux autres navires, de l’arrière-garde de la flotte, menée par le vaisseau-amiral, le Soleil Royal. Vers 14 h, l'avant-garde anglaise, composée d’une dizaine de vaisseaux, engage le combat avec l’arrière-garde française, rapidement submergée par le nombre. Le Soleil Royal, revenu soutenir cette arrière-garde, parvient à dégager le Juste. Celui-ci est sérieusement endommagé, son capitaine ayant été tué et son gouvernail étant en partie hors d’usage. Il parvient néanmoins à s’éloigner vers le large et à venir mouiller à l’abri de la pointe de Penchâteau, où des réparations de fortune sont pratiquées.